# آراس بولوت اینملی
آراس بولوت اینملی (به ترکی استانبولی: Aras Bulut İynemli) (زاده ۲۵ اوت ۱۹۹۰) بازیگر اهل ترکیه است. وی از سال ۲۰۰۹ میلادی تاکنون مشغول به فعالیت بوده است. اینملی از ابتدای کارش تاکنون افتخارات متعددی را برای بازیگری خود کسب کرده است. او دارای دو جوایز پروانهٔ طلایی و جی‌کیو و همچنین چندین جایزه معتبر از ترکیه و کره جنوبی شده است. به خاطر بازی در فیلم سینمایی معجزه در سلول شماره ۷ در سال ۲۰۱۹ که رکورد بی‌نظیر پرتماشاگرترین فیلم ترکیه را شکست، چندین جایزه معتبر را از آن خود کرد. او بیشتر به خاطر بازی در مجموعه‌های تلویزیونی گودال در نقش یاماچ کوچوالی، روزی روزگاری در نقش مته آکارسو، حریم سلطان در نقش شاهزاده بایزید، مارال: بهترین داستان من در نقش سارپ، نفوذی در نقش مرت و امید شناخته شده است. وی در مجموعهٔ تلویزیونی آتاترک هم نقش مصطفی کمال پاشا (آتاترک) را ایفا کرده است.

## زندگی‌نامه
آراس بولوت اینملی متولد ۲۵ اوت ۱۹۹۰ در شهر استانبول است. آراس فرزند سوم و آخر خانواده است. او دارای یک برادر بزرگتر، بازیگر و نویسنده اورچون اینملی و یک خواهر بزرگتر، مجری تلویزیونی و خواننده یشیم اینملی است. دیگر بستگان بازیگر عبارتند از میرای دانر (دختر دایی)، چنگیز دانر (دایی) و ایلهان دانر (دایی بزرگ). وی فارغ‌التحصیل رشته مهندسی هوانوردی است.
آراس بولوت اینملی سال ۲۰۱۲، وقتی ۲۲ سال داشت با الوین لوینر ارتباط عاشقانه‌ای شروع کرد اما این زندگی کمتر از یک سال به جدایی ختم شد. آراس سپس با جیلان چاپا، یک رابطه کوتاه مدت داشت بعد از آن آراس در سال ۲۰۱۵ با بیگه اونال وارد رابطه عاشقانه شد و پس از هفت سال از هم جدا شدند

## حرفه
او فعالیت خود را در سال ۲۰۰۹ با حضور به عنوان بازیگر مهمان در یک قسمت از مجموعهٔ تلویزیونی خیابان‌های پشتی آغاز کرد. اینملی، پس از ایفای نقش در ۲–۳ تبلیغات تجاری، توجه کارگردان زینب گونای تان را به خود جلب کرد. او به تمرینات آزمایشی مجموعه تلویزیونی روزی روزگاری دعوت شد و در تمرینات آزمایشی موفق بود. آراس بولوت اینملی شخصیت مته آکارسو را در مجموعهٔ تلویزیونی روزی روزگاری به تصویر کشید.
در سال ۲۰۱۳ توسط چاقان ایرماک کشف شد و با دنیز جلیل‌اوغلو نقش اصلی فیلم "آیا ما آماده ایم؟" را بازی کرد.
بین سال‌های ۲۰۱۳ تا ۲۰۱۴، وی در مجموعهٔ تلویزیونی «حریم سلطان» به عنوان شاهزاده بایزید بازی کرد.
مارال: بهترین داستان من اولین مجموعه تولیدات داخلی تی‌وی ۸ است که توسط آجون مدیا تولید شده و هازل کایا و آراس بولوت اینملی بازی می‌کنند. اولین قسمت این مجموعه در ۵ مارس به مخاطبان ارائه شد. این مجموعهٔ تلویزیونی فینال فصل خود را در ۲۱ مه پخش کرد.
بین سال‌های ۲۰۱۶ تا ۲۰۱۷، او نقش اصلی را با چاعاتای اولوسوی در مجموعهٔ تلویزیونی نفوذی به اشتراک گذاشت.
در سال‌های ۲۰۱۷–۲۰۲۱، وی در مجموعهٔ تلویزیونی گودال نقش اصلی را به نام یاماچ کوچوالی بازی کرد. آراس برای بازی در این مجموعهٔ تلویزیونی با انتخاب مردم توانست جایزه بهترین بازیگر درام سال ۲۰۱۸ را از جوایز پروانه طلایی ترکیه دریافت کند.
در سال ۲۰۱۹، اینملی در فیلم معجزه در سلول شماره ۷ شخصیت ممو، یک پدر مبتلا به اختلال ذهنی را به تصویر کشید که به اشتباه به جرم قتل زندانی شد.

## فیلم‌شناسی
| سینما        | سینما                   | سینما                    | سینما           | سینما              |
| سال          | عنوان                   | نقش                      | یادداشت         | کارگردان           |
| ------------ | ----------------------- | ------------------------ | --------------- | ------------------ |
| ۲۰۱۳         | Mahmut ile Meryem       | Mahmut                   | Başrol oyuncusu | Mehmet Ada Öztekin |
| ۲۰۱۳         | Tamam mıyız?            | İhsan                    | Başrol oyuncusu | Çağan Irmak        |
| ۲۰۱۷         | Martıların Efendisi     | Ateş                     | Konuk oyuncu    | Mehmet Ada Öztekin |
| ۲۰۱۹         | معجزه در سلول شماره ۷   | Memo                     | Başrol oyuncusu | Mehmet Ada Öztekin |
| ۲۰۲۳, ۲۰۲۴   | Atatürk                 | Mustafa Kemal Atatürk    | Başrol oyuncusu | Mehmet Ada Öztekin |
| تلویزیون     |                         |                          |                 |                    |
| سال          | عنوان                   | نقش                      | یادداشت         | کانال              |
| ۲۰۰۹         | خیابان‌های پشتی          | شنر                      | Bölüm oyuncusu  | Kanal D            |
| ۲۰۱۰–۲۰۱۳    | گذشت زمان               | مته آکارسو               | بازیگر اصلی     | Kanal D            |
| ۲۰۱۳–۲۰۱۴    | سدهٔ باشکوه              | شاهزاده بایزید           | Yardımcı oyuncu | Star TV            |
| ۲۰۱۵         | مارال: بهترین داستان من | سارپ آلتان               | Başrol oyuncusu | TV8                |
| ۲۰۱۶–۲۰۱۷    | نفوذی                   | امید ییلماز / مرت کارادا | Başrol oyuncusu | Show TV            |
| ۲۰۱۷–۲۰۲۱    | گودال                   | یاماچ کوچوالی            | Başrol oyuncusu | Show TV            |
| ۲۰۱۹         | تصادف                   | یاماچ کوچوالی            | Konuk oyuncu    | Show TV            |
| 2024-günümüz | نابغه                   | دوران کاران              | Başrol oyuncusu | Show TV            |
| اینترنت      |                         |                          |                 |                    |
| سال          | عنوان                   | نقش                      | یادداشت         | پلتفرم             |
| ۲۰۲۴         | İkinci Raunt            | Kendisi                  | Konuk           | BluTV              |

## جوایز
| Year | Award                                              | Category                                  | Work                |
| ---- | -------------------------------------------------- | ----------------------------------------- | ------------------- |
| ۲۰۱۱ | جوایز مدارس خصوصی Alev                             | Best Actor                                | زمان فقط می‌گذرد     |
| ۲۰۱۱ | جوایز تلویزیون آنتالیا                             | Best Supporting Actor                     | زمان فقط می‌گذرد     |
| ۲۰۱۱ | TelevizyonDizisi.com (The Bests) Awards            | Best Supporting Actor                     | زمان فقط می‌گذرد     |
| ۲۰۱۴ | Sadri Alışık Theatre and Cinema Awards             | Ekrem Bora Promising Actor                | آیا ما آماده ایم؟   |
| ۲۰۱۶ | Istanbul University Mode Awards                    | Most Stylish Actor of the Year            | Himself             |
| ۲۰۱۶ | 7th İMK Social Media Awards                        | Best Actor                                | İçerde              |
| ۲۰۱۷ | 5th Bilkent TV Awards                              | Best Drama Actor                          | İçerde              |
| ۲۰۱۷ | 1st Müzikonair Awards                              | Best TV Series Actor                      | İçerde              |
| ۲۰۱۷ | 24th İTÜ EMÖS Achievement Awards                   | Most Successful Actor of the Year         | İçerde              |
| ۲۰۱۷ | 6th TURKMSIC The Bests of the Year Awards          | Best Actor of the Year                    | İçerde              |
| ۲۰۱۷ | 12th İTÜ Makinistanbul Media, Art and Sport Awards | Epgik Special Awards                      | İçerde              |
| ۲۰۱۷ | 8th KTÜ Media Awards                               | Most Popular Actor                        | İçerde              |
| ۲۰۱۷ | 11th GSÜ EN Awards                                 | Best TV/Cinema Actor                      | İçerde              |
| ۲۰۱۷ | 1st Turkey Children's Awards                       | Best TV Series Actor                      | İçerde              |
| ۲۰۱۷ | Yeditepe University 5th Dilek Awards               | Best Actor                                | İçerde              |
| ۲۰۱۷ | Okan University The Bests of the Year Awards       | Best TV Series Actor                      | İçerde              |
| ۲۰۱۷ | 44th Pantene Golden Butterfly Awards               | Best Actor                                | İçerde              |
| ۲۰۱۸ | The ONE awards                                     | Reputable Face Of A Brand                 | Himself             |
| ۲۰۱۸ | 13th Kemal Sunal Culture And Art Awards            | Best Actor Of The Year                    | Çukur               |
| ۲۰۱۸ | Yeditepe University 6th Dilek Awards               | Best Actor                                | Çukur               |
| ۲۰۱۸ | MGD 23rd Golden Objective Awards                   | Best Actor                                | Çukur               |
| ۲۰۱۸ | 9th Quality of Magazine Awards                     | Top Quality Actor                         | Çukur               |
| ۲۰۱۸ | 45th Pantene Golden Butterfly Awards               | Best Actor                                | Çukur               |
| ۲۰۱۸ | GQ Turkey 2018                                     | Men of the Year                           | Çukur               |
| ۲۰۱۹ | 7th Bilkent TV Awards                              | Best Drama Actor                          | Çukur               |
| ۲۰۱۹ | 13th Galatasaray University The Bests Awards       | Best TV Series Actor of the Year          | Çukur               |
| ۲۰۱۹ | Turkey Youth Awards                                | Best Actor                                | Çukur               |
| ۲۰۱۹ | 25th AYAL Awards                                   | Best Actor of the Year                    | Çukur               |
| ۲۰۱۹ | 9th Elle Style Awards                              | Elle Style Actor Of The Year              | Çukur               |
| ۲۰۱۹ | 46th Pantene Golden Butterfly Awards               | Best Actor                                | Çukur               |
| ۲۰۲۰ | Turkey Youth Awards                                | Best Actor                                | Çukur               |
| ۲۰۲۰ | 3rd International Izmir Artemis Film Festival      | Best Actor                                | Çukur               |
| ۲۰۲۰ | Social Media Awards                                | Best Instagram Actor                      | Çukur               |
| ۲۰۲۰ | Ayaklı Newspaper Awards                            | Best Cinema Actor                         | 7. Koğuştaki Mucize |
| ۲۰۲۰ | 8th Yeditepe Dilek Awards                          | Best Cinema Actor                         | 7. Koğuştaki Mucize |
| ۲۰۲۰ | Turkey Youth Awards                                | Best Cinema Actor                         | 7. Koğuştaki Mucize |
| ۲۰۲۰ | 3rd International Izmir Artemis Film Festival      | Best Cinema Actor                         | 7. Koğuştaki Mucize |
| ۲۰۲۰ | 34th Se-Sam Awards                                 | Turkish Cinema From Past To Future        | 7. Koğuştaki Mucize |
| ۲۰۲۰ | 1st Sinemaport Awards                              | Best Cinema Actor                         | 7. Koğuştaki Mucize |
| ۲۰۲۲ | 4th IKU Career Honorary Awards Tour                | Most Popular Advertising Face of the Year | Himself             |